# Spomen-križ kod Jankovca na Papuku
Spomen-križ kod Jankovca na Papuku je spomen-križ hrvatskim žrtvama velikosrpske agresije. Podignut je na Papuku blizu Jankovca. Križ je postavljen početkom prosinca 2014. godine. Spomen je na pogibiju jedanaestorice hrvatskih branitelja poginulih u neprijateljskoj zasjedi2. prosinca 1991. godine. Tog su dana desetorica hrvatskih branitelja pošli na smjenu straže u vojnoj bazi koja je smještena na vrhu Papuka. Upali su u zasjedu koju su im pripadnika paravojnih snaga pobunjenih hrvatskih Srba koji su došli iz pravca Slatinskog Drenovca. Čuvši pucnjavu došao je hrvatskim braniteljima pomoći ondašnji zapovjednik baze koji se zaputio s vojne baze i tada je i on poginuo. Na ovom mjestu dolaze državna izaslanstva, predstavnici udruga proisteklih iz Domovinskog rata, županije, gradova i općina položiti vijence i zapaliti svijeće. Poginuli hrvatski branitelji kojima je posvećen spomen-križ su pripadnici 123. brigade Davor Dragić, Jozo Koutni, Tade Nikić, Branko Peći, Damir Pišmiš, Tomo Perić, Tomislav Pranjković, Vinko Tomašević i Ivica Zlomislić te dvojica branitelja sa zagrebačkog područja, Anđelko Tule i Tomislav Vužić-Mohenski.